# Нежинский медицинский колледж
Нежинский медицинский колледж (укр. Ніжинський медичний коледж) — высшее учебное заведение в городе Нежин Черниговской области Украины.
Колледж предоставляет образовательные услуги, связанные с получением профессионального высшего образования на уровне квалификационных требований профессионального младшего бакалавра по специализациям: Лечебное дело, Сестринское дело.

## История
14 августа 1907 года в городе Нежин Нежинского уезда Черниговской губернии Российской империи была открыта частная женская фельдшерско-акушерская школа врача П. А. Буштедта, учащиеся которой получили право проходить практическое обучение в лечебных заведениях города. Первоначально, в 1907 году, школа имела один класс, в котором обучались 23 ученицы. Обучение в школе было платным, продолжалось четыре года, выпускницы получали профессию фельдшерицы и повивальной бабки I разряда.
12 октября 1915 года при школе было открыто отделение охраны материнства и детства.
18 (31) января 1918 года в Нежине была установлена Советская власть, 5 марта 1918 года он был оккупирован наступавшими австро-немецкими войсками, в дальнейшем город оказался в зоне боевых действий гражданской войны. В ночь с 20 на 21 ноября 1919 года город заняли части 12-й армии РККА и Советская власть была восстановлена.
В 1920 году по распоряжению Упрофбюро и уездного отдела народного образования фельдшерско-акушерская школа была преобразована в государственную фельдшерско-фармацевтическую школу, а в 1921 году — реорганизована в медицинский техникум, в 1922 году — в медицинскую школу. 20 сентября 1930 года учебное заведение вновь стало медицинским техникумом, а в 1936 году — фельдшерско-акушерской школой.
В 1930е годы учебное заведение в основном готовило медсестёр.
После начала Великой Отечественной войны в июне 1941 года учебное заведение прекратило работу и в период немецкой оккупации города (13 сентября 1941 — 15 сентября 1943) не функционировало. После окончания боевых действий началось восстановление города.
В октябре 1943 года учебное заведение возобновило работу — сначала как акушерская школа, а после завершения проходившей в 1954—1955 годы реорганизации — как Нежинское медицинское училище.
В 1999 году училище было аккредитовано как высшее учебное заведение I уровня.
22 декабря 2005 года Нежинское медицинское училище было переименовано в Нежинский медицинский колледж.
В 2017 году Нежинский медицинский колледж отметил 110 лет.

## Современное состояние
Колледж является высшим учебным заведением I уровня аккредитации, которое осуществляет подготовку младших специалистов по четырём специальностям («Лечебное дело», «Сестринское дело», «Медицинско-профилактическое дело» и «Акушерское дело»).